# Айия-Параскеви (Аттика)
Айия-Параскеви (греч. Αγία Παρασκευή — «Святая Параскева») — город и община (дим) в Греции, восточный пригород Афин. Расположен на высоте 230 метров над уровнем моря. Относится к периферийной единице Северные Афины в периферии Аттика. Площадь 7,935 км². Население 59 704 человек по переписи 2011 года. Плотность 7524,13 человек на квадратный километр. Главой муниципалитета (димархом) в 2019 году избран Василиос Зорбас (Βασίλειος Ζορμπάς).
В Айия-Параскеви находится Центр ядерных исследований «Демокрит».

## Население
| Год  | Население, человек |
| ---- | ------------------ |
| 1991 | 48 557             |
| 2001 | 60 065             |
| 2011 | ↘59 704            |

## Города-побратимы
- Франция, Сен-Бриё
- Сербия, Гроцка
- Кипр, Ероскипу